# Hofanlage Kleinwördener Straße 13
Die Hofanlage Kleinwördener Straße 13 in der Ostmarsch beim Wischweg in der niedersächsischen Gemeinde Hechthausen-Wisch, Samtgemeinde Hemmoor, im Landkreis Cuxhaven, stammt vom Ende des 19. Jahrhunderts.

Aktuell (2024) wird sie wohl noch landwirtschaftlich genutzt.
Das Gebäude steht unter Denkmalschutz (siehe auch Liste der Baudenkmale in Hechthausen).

## Geschichte und Beschreibung
Hechthausen wurde 1233 als Hekethusen zum ersten Mal erwähnt. Damals beherrschte die begüterte Adelsfamilie de Hekethusen die Region.
Die Hofanlage auf baumbestandenem Areal besteht wahrscheinlich noch aus
- dem eingeschossigen zum Hof giebelständigen Wohn- und Wirtschaftsgebäude von um 1890 als Zweiständer-Hallenhaus in Fachwerk mit Steinausfachungen, mit reetgedecktem Satteldach, Wirtschaftsgiebel mit der Grooten Door mit Korbbogen und einer regionaltypischen senkrechten Verbretterung im oberen Giebeldreieck,[2]
- dem eingeschossigen giebelständigen Stall von 1910 als verbretterter Holzbau mit reetgedecktem Satteldach[3]
- sowie weiteren nicht denkmalgeschützten Anlagen.